# Amassias
Amassias ou Amazias (Hebraico: אֲמַצְיָהוּ , 'Ămaṣyāhū, "a força do Senhor", Grego: Αμασίας; Latim: Amasias), foi o 9º rei de Judá.
Rei de Judá que em 858 a.C ascendeu ao trono com 25 anos e reinou por 29 anos, desde o assassínio de seu pai, Jeoás. Sua mãe era Jeoadim (Jeoadã), e sua esposa era Jecolia. (2Rs 14:1, 2; 15:2; 2Cr 25:1; 26:3) Tendo-se firmado no reino, executou aqueles que tinham assassinado seu pai, mas acatou a lei de Moisés de não punir os filhos deles. (2Rs 14:5, 6; De 24:16) Seu reinado foi assinalado por certo entusiasmo pela adoração verdadeira, mas não de “pleno coração”, e não sem graves falhas, que trouxeram o desastre tanto para ele mesmo como para a nação de Judá. O registro de seu governo trata primariamente de duas campanhas militares. — 2Cr 25:2.
Amazias primeiramente teve êxito contra Edom, ou Seir, usando uma força de 300.000 homens de Judá e de Benjamim. Também contratou 100.000 mercenários de Israel, mas, ao receber o conselho dum homem de Deus, pagou-lhes e mandou-os embora. Jeová concedeu a Amazias uma esmagadora vitória no vale do Sal, permitindo que matasse 20.000 inimigos e capturasse Selá, que passou a chamar de Jocteel. No entanto, Amazias levou consigo os deuses de Seir e começou a adorá-los, fazendo com que se acendesse a ira de Jeová contra ele: “Por que buscaste os deuses do povo, que não livraram o seu próprio povo da tua mão?” Amazias somente agravou o mal por silenciar o profeta de Jeová. — 2Rs 14:7; 2Cr 25:5-16.
A segunda campanha de Amazias foi trágica, do começo ao fim. Os 100.000 homens de Israel que foram dispensados fizeram incursões contra os povoados de Judá, ao voltarem para o norte. Talvez tenha sido isto que provocou Amazias a desafiar tolamente a Jeoás, do forte reino setentrional, dizendo: “Vem deveras. Olhemo-nos um ao outro na face.” A resposta de Jeoás foi: Quão tolo seria uma planta espinhosa confrontar um cedro maciço apenas para ser pisada por um animal selvático! Amazias recusou-se a ouvir; aparentemente ficara cheio de si por causa da sua recente vitória, e Jeová condenara Amazias à derrota, devido à sua idolatria. A batalha foi travada em Bete-Semes, Judá fugiu, Amazias foi capturado, uma brecha de uns 178 m foi aberta na muralha de Jerusalém e muitos tesouros do templo e muitos reféns foram levados junto na volta a Samaria. — 2Rs 14:8-14; 2Cr 25:13, 17-24.
Desde o tempo em que Amazias se desviou da adoração de Jeová, formou-se uma conspiração contra ele, que finalmente obrigou Amazias a fugir para Laquis. Ali os conspiradores o mataram. Amazias teve como sucessor o seu filho Azarias (Uzias), de 16 anos. — 2Rs 14:17-21; 2Cr 25:25-28.